# Bisfosfonat
U farmakologiji, bisfosfonati (difosfonati) su klasa lekova koji sprečavaju gubitak koštane mase, i koriste se za tretman osteoporoze i sličnih bolesti.
Kost ima konstantni promet, i ona se održava u ravnoteži (homeostazi) tako što osteoblasti stvaraju kost, dok osteoklasti razlažu kost. Bisfosfonati inhibiraju razlaganje kostiju od strane osteoklasta.
Osteoklasti takođe imaju konstantan promet i normalno se uništavaju apoptozom, oblikom ćelijskog samoubistva. Bisfosfonati podstiču osteoklaste da se podvrgnu apoptozi.
Upotreba bisfosfonata uključuje prevenciju i tretman osteoporoze, "Padžetova bolest kostiju", metastaza kostiju (sa ili bez hiperkalcemija), multipla mijeloma, primarni hiperparatiroidizam, osteogenesis imperfecta i druga oboljenja karakterizovana krhkošću kostiju.

## Istorija
Bisfosfonati su razvijeni u devetnaestom veku, ali su prvi put istraženi 1960-tih za upotrebu kod poremećaja koštanog metabolizma. Njihova ne-medicinska upotreba je bila omekšavanje vode u irigacionim sistemima korišćenim u voćnjacima pomorandži. Inicijalni razlog za njihovu upotrebu kod ljudi je bio njihov potencijal u sprečavanju rastvaranja hidroksilapatita, glavnog minerala kostiju, i time sprečavanja gubitka koštane mase. Tek 1990-tih je njihov stvarni mehanizam akcije pokazan sa inicijalnim Fosamaks lansiranjem (alendronata) (Merck & Co.).

## Hemijska klasa
Svi bisfosfonatni lekovi imaju zajedničku P-C-P osnovu. Dve  (fosfonatne) grupe kovalentno vezane za ugljenik određuju funkciju lekova, i od njih potiče ime "bisfosfonat".
Dugački bočni-lanac ( na dijagramu) uslovljava hemijske osobine, način akcije i jačinu bisfosfonat lekova. Kratki bočni-lanac, koji se često naziva 'kuka', ima uglavnom uticaja na hemijske osobine i farmakokinetiku.

## Farmakokinetika
Od bisfosfonata koji su resorbovani (iz oralnih preparata) ili uneti intravenozno, oko 50% se izlučuje nepromenjeno putem bubrega. Ostatak ima vrlo visok afinitet za koštano tkiva, te se vrlo brzo adsorbira na površinu kostiju.

## Mehanizam akcije
Svi bisfosfonatni mehanizmi akcije proizilaze iz njihove strukturne sličnosti sa pirofosfatima. Bisfosfonatna grupa oponaša pirofosfatnu strukturu, čime se inhibira aktivacija enzima koji koriste pirofosfate.
Specifičnost bisfosfonat-baziranih lekova dolazi od dve fosfonatne grupe (a možda i R1 hidroksilne grupe) koje zajedno koordiniraju sa kalcijum jonima. Bisfosfonatni molekuli preferencijalno ostaju uz kalcijum i vezuju se za njega. Kosti su najveće spremište kalcijuma u ljudskom telu, tako da se bisfosfonati akumuliraju u visokim koncentracijama samo u kostima. Bisfosfonati, iz koštanog tkiva, su konzumirani od strane osteoklasta, koštanih ćelija koje razlažu koštano tkivo.
Postoje dve klase bisfosfonata: azotni i bez-azotni bisfosfonati. Ova dva tipa bisfosfonata različito funkcionišu u ubijanju osteoklast ćelija.

### Bez-azotni
Bifosfonati bez N:
- Etidronat (Didronel) - 1 (potentnost relativno na etidronat)
- Klodronat (Bonefos, Loron) - 10
- Tiludronat (Skelid) - 10

Bez-azotni bisfosfonati su metabolisani u ćelijama do jedinjenja koja zamenjuju terminalne pirofosfate u ATP molekulima, čime se formiraju nefunkcionalni molekuli koji se nadmeću sa adenozin trifosfatom (ATP) u ćelijskom energetskom metabolizmu. Time se inicira apoptoza osteoklasta, što dovodi do sveukupnog smanjenja koštanog razlaganja.

### Azotni
Bisfosfonati koji sadrže N:
- Pamidronat (APD, Aredia) - 100
- Neridronat - 100
- Olpadronat - 500
- Alendronat (Fosamax) - 500
- Ibandronat (Boniva) - 1000
- Risedronat (Actonel) - 2000
- Zoledronat (Zometa, Aclasta) - 10000

Azotni bisfosfonati dejstvuju na metabolizam kostiju putem vezivanja i blokiranja enzima farnezil difosfat sintaza (FPPS) u putu  reduktaze (takođe poznatom kao mevalonat put).
Poremećaj u putu HMG CoA-reduktaze na FPP nivou sprečava formiranje dva metabolita (farnesol i geranilgeraniol) koji su neophodni za vezivanje grupe malih proteina за ćelijsku membranu. Ovaj fenomen je poznat kao prenilacija, i važan je za pravilnu razmenu sub-ćelijskih proteina (vidi "Lipid-vezani proteini").
Dok inhibicija proteinske prenilacije može uticati na mnoge proteine nađene u osteoklastima, poremećaj lipidne modifikacije , , Rac proteina je spekulisan da je temeljni faktor djelovanja bisfosfonata. Ovi proteini mogu uticati na osteoklastogenezu, ćelijsko preživljenje, i citoskeletalnu dinamiku. Konkretno, citoskeleton je od vitalne važnosti za održavanje "naborane granice", koja je potrebna za kontakt između resorptivnog osteoklasta i koštane površine.
Statini su još jedna klasa lekova koji inhibiraju put  reduktaze. Za razliku od bisfosfonata, statini se ne vezuju za koštanu površinu sa velikim afinitetom, iz kog razloga oni nisu specifični za kosti. Ipak, neke studije su pokazale smanjenje stope loma (indikatora osteoporoze) i/i povećanje gustine koštane mase kod korisnika statina. Sveukupna efikasnost statina u lečenju osteoporoze ostaje kontroverzna.

## Spoljašnje veze
- Internacionalna Mijeloma Fondacija - članak o bisfosfonatima

|  | Molimo Vas, obratite pažnju na važno upozorenje u vezi sa temama iz oblasti medicine (zdravlja). |